# Niveoscincus
Niveoscincus é um gênero de lagartos da família scincidae.

## Espécies
- Niveoscincus coventryi
- Niveoscincus greeni
- Niveoscincus metallicus
- Niveoscincus microlepidotus
- Niveoscincus ocellatus
- Niveoscincus orocryptus
- Niveoscincus palfreymani
- Niveoscincus pretiosus